# Miss Potter
Miss Potter je biografický britsko-americký film z roku 2006, který představuje část života jedné z nejúspěšnějších britských autorek literatury pro děti všech dob, Beatrix Potterové. Hlavní roli úspěšně ztvárnila americká herečka Renée Zellwegerová.

## Obsazení
| Renée Zellwegerová   | Beatrix Potterová |
| Ewan McGregor        | Norman Warne      |
| Emily Watsonová      | Millie Warneová   |
| Barbara Flynnová     | Helen Potterová   |
| Bill Paterson        | Rupert Potter     |
| Matyelok Gibbsová    | Slečna Wigginsová |
| Lloyd Owen           | William Heelis    |
| Anton Lesser         | Harold Warne      |
| David Bamber         | Fruing Warne      |
| Patricia Kerriganová | Fiona             |
| Judith Barkerová     | Hilda             |
| Chris Middleton      | Saunders          |
| Oliver Jenkins       | čtyřletý Bertram  |
| Richard Mulholland   | Ashton Clifford   |

## Kritika
Film získal řadu pozitivních recenzí, vysoce ceněn byl zejména výkon Renée Zellweger, který jí vynesl nominaci na Zlatý globus. Objevily se však i negativní kritiky, zejména britští recenzenti poukazovali na historické nepřesnosti, zejména na opomenutí faktu, že Beatrix Potterová prosadila u vydavatelství vydání svých knih až poté, co vydala svou první knížku v malém nákladu sama, aby vydavatele přesvědčila, že bude mít alespoň nějaký úspěch. Je také nemožné, aby se autorka kochala svou knihou ve výkladu knihkupectví poté, co poprvé vyšla u jejího nakladatelství – tam se totiž knihy z prvního vydání nikdy nedostaly – ve skutečnosti byly všechny rozprodány na základě předobjednávek ještě dříve, než vyšly – do knihkupectví šel až dotisk. Poukazovalo se i na další nepřesnosti, například špatnou dataci a přehození pořadí některých knih.